# Aeropuerto de Enshi-Xujiaping
El aeropuerto de Enshi-Xujiaping (en chino: 恩施许家坪机场) (IATA: ENH, OACI: ZHES) es un aeropuerto que da servicio a la ciudad de Enshi, provincia de Hubei, China.
El aeropuerto está ubicado en el valle del río Qing, unos pocos kilómetros al norte del centro de la ciudad de Enshi. Está situado cerca de la estación de trenes de Enshi, pero no está conectada con ella.

## Aerolíneas y destinos
| Aerolíneas               | Destinos                                                                               |
| ------------------------ | -------------------------------------------------------------------------------------- |
| Air Guilin               | Wenzhou, Zhengzhou, Zhuhai                                                             |
| Beijing Capital Airlines | Haikou, Hangzhou, Nanjing, Xi'an                                                       |
| China Eastern Airlines   | Beijing–Daxing, Guiyang, Nanchang, Shanghai–Hongqiao, Shanghai–Pudong, Wuhan, Yinchuan |
| China Southern Airlines  | Guangzhou, Wuhan, Xiamen                                                               |
| Fuzhou Airlines          | Fuzhou, Lanzhou                                                                        |
| Loong Air                | Hangzhou, Lanzhou, Shenzhen, Taiyuan, Xining                                           |
| Ruili Airlines           | Kunming, Tianjin                                                                       |
| Shandong Airlines        | Jinan, Nanning, Qingdao, Shenyangen                                                    |
| Spring Airlines          | Shanghai–Pudong                                                                        |